# Judô nos Jogos Paralímpicos de Verão de 2012 - Mais de 70 kg feminino
A competição de judô na categoria mais de 70 kg feminino foi disputada no dia 1 de setembro no Complexo ExCel, em Londres.

## Medalhistas
| Ouro   | CHN Yuan Yanping                         |
| Prata  | TUR Nazan Akın                           |
| Bronze | ALG Zoubida Bouazoug RUS Irina Kalyanova |

## Formato de competição
Participam da competição 8 atletas. O torneio é eliminatório simples e as lutadoras que são derrotadas na primeira fase disputam a repescagem para a disputa do bronze, contra as lutadoras que perderem nas semifinais.

## Resultados
|  | Quartas de final            | Quartas de final            | Quartas de final |  |  | Semifinais                  | Semifinais                  | Semifinais     |     |                  | Final            | Final | Final |
|  |                             |                             |                  |  |  |                             |                             |                |     |                  |                  |       |       |
|  | CHN Yuan Yanping            | CHN Yuan Yanping            | 020              |  |  |                             |                             |                |     |                  |                  |       |       |
|  | ALG Zoubida Bouazoug        | ALG Zoubida Bouazoug        | 000              |  |  | CHN Yuan Yanping            | CHN Yuan Yanping            | 101            |     |                  |                  |       |       |
|  | USA Katie Davis             | USA Katie Davis             | 001              |  |  | BRA Deanne Silva de Almeida | BRA Deanne Silva de Almeida | 000            |     |                  |                  |       |       |
|  | BRA Deanne Silva de Almeida | BRA Deanne Silva de Almeida | 0122             |  |  |                             |                             |                |     | CHN Yuan Yanping | CHN Yuan Yanping | 100   |       |
|  | TUR Nazan Akin              | TUR Nazan Akin              | 103              |  |  |                             | TUR Nazan Akin              | TUR Nazan Akin | 000 |                  |                  |       |       |
|  | BUL Ivomira Mihaylova       | BUL Ivomira Mihaylova       | 0004             |  |  | TUR Nazan Akin              | TUR Nazan Akin              | 100            |     |                  |                  |       |       |
|  | FRA Celine Manzuoli         | FRA Celine Manzuoli         | 101              |  |  | FRA Celine Manzuoli         | FRA Celine Manzuoli         | 000            |     |                  |                  |       |       |
|  | RUS Irina Kalyanova         | RUS Irina Kalyanova         | 000              |  |  |                             |                             |                |     |                  |                  |       |       |
|  |                             |                             |                  |  |  |                             |                             |                |     |                  |                  |       |       |
|  |                             |                             |                  |  |  |                             |                             |                |     |                  |                  |       |       |

### Repescagem
|  | Repescagem           | Repescagem           | Repescagem |  |  | Medalha de Bronze    | Medalha de Bronze    | Medalha de Bronze |
|  |                      |                      |            |  |  |                      |                      |                   |
|  | ALG Zoubida Bouazoug | ALG Zoubida Bouazoug | 020        |  |  |                      |                      |                   |
|  | USA Katie Davis      | USA Katie Davis      | 000        |  |  | ALG Zoubida Bouazoug | ALG Zoubida Bouazoug | 023               |
|  |                      |                      |            |  |  | FRA Celine Manzuoli  | FRA Celine Manzuoli  | 0002              |
|  |                      |                      |            |  |  |                      |                      |                   |
|  |                      |                      |            |  |  |                      |                      |                   |
|  |                      |                      |            |  |  |                      |                      |                   |
|  |                      |                      |            |  |  |                      |                      |                   |

|  | Repescagem            | Repescagem            | Repescagem |  |  | Medalha de Bronze           | Medalha de Bronze           | Medalha de Bronze |
|  |                       |                       |            |  |  |                             |                             |                   |
|  | BUL Ivomira Mihaylova | BUL Ivomira Mihaylova | 0001       |  |  |                             |                             |                   |
|  | RUS Irina Kalyanova   | RUS Irina Kalyanova   | 100        |  |  | RUS Irina Kalyanova         | RUS Irina Kalyanova         | 0212              |
|  |                       |                       |            |  |  | BRA Deanne Silva de Almeida | BRA Deanne Silva de Almeida | 0113              |
|  |                       |                       |            |  |  |                             |                             |                   |
|  |                       |                       |            |  |  |                             |                             |                   |
|  |                       |                       |            |  |  |                             |                             |                   |
|  |                       |                       |            |  |  |                             |                             |                   |